# Джон Болл (письменник)
Джон Болл (англ. John Dudley Ball, також Джон Дадлі Болл; 8 червня 1911, Скенектаді, Нью-Йорк, США — 15 жовтня 1988, Лос-Анджелес, Каліфорнія) — американський письменник, автор детективів, відомий романом «Задушливої ночі» (In the Heat of the Night), за який був нагороджений у 1966 році премією Едгара Алана По, яку присуджує «Товариство письменників детективного жанру Америки»
(англ. Mystery Writers of America) за найкращій перший роман американського письменника. За сюжетом роману був знятий у 1967 році фільм «Задушливою південною ніччю», який отримав Премію «Оскар» за найкращий фільм, а також фінішував першим ще в чотирьох номінаціях, отримав того ж року премію «Золотий глобус» у трьох номінаціях.

## Біографія
Син науковця, народився в Скенектаді (штат Нью-Йорк), але його дитинство пройшло в Мілвокі (штат Вісконсин). Під час навчання в коледжі виступав як напівпрофесійний маг під псевдонімами «Жак Морінтел» та «Хоудузі». Його було внесено до списку «Хто є хто в магії» у випуску 1933 року незалежного часопису з магії «Сфінкс» та написав статтю «Додаткові ідеї» до номера журналу «Сфінкс» 1937 року. Закінчив коледж «Керролл» у Вокеші, зрештою став льотчиком. У роки 2-ї світової війни служив в авіації. Після війни працював радіокоментатором, помічником куратора планетарію, музичним редактором на радіостанції «Бруклінський орел», щоденним оглядачем газети «New Yorkworld-Telegram & Sun», директором зі зв'язків з громадськістю Інституту аерокосмічних наук.
Перший роман Джона Болла «Задушливої ночі» («In The Heat Of The Night», 1965) отримав премію Едгара Аллана По за кращий дебютний роман. Головний герой роману поліцейський Вірджіл Тіббс став одним з найвідоміших «чорношкірих детективів» в американській літературі. Роман також увійшов до списку «100 найкращих романів XX століття» за версією Незалежної асоціації торговців детективної літератури. Тіббс є персонажем загалом 7 романів та декількох оповідань.
Книга була екранізована в 1967 році, головні ролі у фільмі виконали Сідні Пуатьє і Род Стайгер. Фільм виграв премію Оскар Американської кіноакадемії за кращий фільм, був номінований загалом на сім нагород Академії, виграв п'ять, в тому числі за найкращу чоловічу роль (Род Стайгер). Пізніше були зняті 2 фільми-продовження про Вірджіла Тіббса і телесеріал.
Ще один серійний персонаж — це шеф-сержант поліції Джек Теллон, який діє в трьох романах Болла.
Болл також написав декілька несерійних детективів і книг з йоги, про подорожі та космос, всього близько 35 книг, перекладених на 17 мов.
Багато детективних авторів прийшли в літературу після служби в поліції або приватних детективних агентствах. Джон Болл навпаки настільки захопився детективом, що поступив на роботу в резерв служби шерифа Лос-Анджелеса, працював неповний робочий день і пройшов навчання бойовим мистецтвам, мав чорний пояс з айкідо. Його останній, виданий посмертно роман «Фургон: Повість про терор» (The Van: A Tale of Terror; 1989), присвячений роботі лос-анджелеського відділу з розслідування вбивств. Крім цього Болл є автором більш ніж 400 наукових і науково-популярних статей з авіації, музиці, астрономії та географії, що виходило з його дитинства, проведеного в академічному науковому середовищі.
Джон Болл був віцепрезидентом Американського товариства письменників детективного жанру (Mystery Writers of America) і президентом його відділення в Лос-Анджелесі. Він був одним із засновників Товариства Шерлока Холмса (Sherlock Holmes Society) в Лос-Анджелесі, членом клубу «Бейкер-стріт» (Baker Street Irregulars), фан-клубу Холмса (Holmes fan club), членом Британської асоціації письменників детективного жанру (Crime Writers' Association).
Помер від раку товстої кишки 15 жовтня 1988 року в Лос-Анджелеському госпіталі Енсіно, похований на одному з цвинтарів міста.

## Сім'я
Дружина — Патриція Гамільтон, син Джон Девід Болл.

## Твори
Серія Virgil Tibbs — Вірджіл Тіббс:
- 1965 — 1. In The Heat Of The Night — «Задушливої ночі» (також «Задушливої ночі в Кароліні») (In the Heat of the Night[en])
- 1966 — 2. The Cool Cottontail («Прохолодний хрестик»)
- 1969 — 3. Johnny Get Your Gun aka Death For A Playmate («Джонні достав свою рушницю або Смерть партнера»)
- 1972 — 4. Five Pieces Of Jade — «П'ять осколків нефриту»
- 1976 — 5. The Eyes Of Buddha («Очі Будди»)
- 1980 — 6. Then Came Violence («І тоді відбулось насильство»)
- 1986 — 7. Singapore («Сингапур»)

оповідання серії
(опубліковано у «Ellery Queen's Mystery Magazine»:
- 1976 — «One for Virgil Tibbs» («Один для Вірджіла Тіббса»)
- 1977 — «Virgil Tibbs and the Cocktail Napkin» («Вірджіл Тіббс і коктейльна серветка»)
- 1978 — «Virgil Tibbs and the Fallen Body» («Вірджіл Тіббс і тіло, яке упало»)

опубліковано у «Murder California Style» (складено Джоном Боллом), 1987:
- «Good Evening Mr. Tibbs» («Доброго вечора містер Тіббс»)

Серія Jack Tallon — Джек Теллон:
- 1977 — Police Chief («Поліцейський шеф»)
- 1981 — Trouble For Tallon («Проблеми для Теллона»)
- 1984 — Chief Tallon and the S. O. R. («Шеф Теллон і Товариство відкритих відносин»)

Романи (позасерійні):
- 1958 — Operation Springboard (aka Operation Space) («Операція Трамплін» / також «Операція Космос»)
- 1968 — Miss One Thousand Spring Blossoms («Міс Одна тисяча весняних квітів»)
- 1971 — The First Team («Перша команда»)
- 1974 — Mark One: The Dummy («Помітка 1: Манекен»)
- 1978 — The Killing In The Market[7] («Вбивства на ринку») (Є український переклад під назвою «Розправа з біржовиками», часопис «Всесвіт», 1983 рік, № 9-12, перекладач В. Хижняк[8])
- 1979 — The Murder Children («Вбивство дитини»)
- 1989 — The Van: A Tale of Terror («Фургон: Повість про терор»)
- 1988 — The Kiwi Target («Ціль ківі»)

Антологія:
- 1987 — Murder California Style[9] («Вбивство у каліфорнійському стилі»)